# Giảm phát
Giảm phát hay súc phát là tình trạng mức giá chung của nền kinh tế giảm xuống liên tục. Giảm phát, do đó, trái ngược với lạm phát. Cũng có thể nói giảm phát là lạm phát với tỷ lệ mang giá trị âm.
Cần phân biệt và tránh nhầm lẫn giảm phát với thiểu phát là sự chậm lại của tỷ lệ lạm phát (nghĩa là khi lạm phát sụt xuống các mức rất thấp).
Trong các tài liệu thống kê tình hình kinh tế chính thức, khi đề cập đến giảm phát, người ta vẫn đặt dấu âm kèm với con số ở mục tỷ lệ lạm phát. Giảm phát thường xuất hiện khi kinh tế suy thoái hay đình đốn.
Các nhà kinh tế học nói chung tin rằng giảm phát là một vấn đề lớn của kinh tế hiện đại do nó làm tăng giá trị thật của nợ, có thể làm trầm trọng thêm suy thoái và dẫn tới xoắn ốc giảm phát

## Nguyên nhân và tác hại

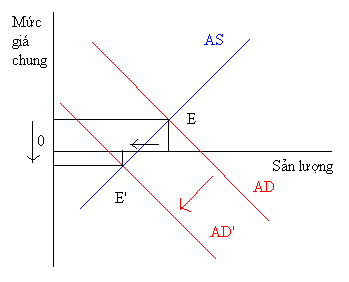
Giảm phát do tổng cầu giảm

Nguyên nhân chính của giảm phát là do tổng cầu giảm, Có thể dùng sơ đồ AD-AS để minh họa điều này. Ban đầu tổng cầu tương ứng với đường AD. Điểm cân bằng của nền kinh tế là điểm E tại giao điểm của hai đường AD và đường AS (đường tổng cung). Sau đó, tổng cầu giảm, đường AD dịch chuyển song song sang trái thành đường AD' cắt đường AS ở điểm E'. E' là điểm cân bằng mới của nền kinh tế và so với điểm cân bằng cũ E, sản lượng và mức giá chung đều giảm.

## Phòng và chống giảm phát
Để thoát khỏi tình trạng giảm phát, cần thực hiện chính sách tái khuếch trương tiền tệ thông qua các biện pháp như tăng lượng cung tiền, giảm thuế, hay điều chỉnh lãi suất.